# Megaselia fuscomaculata
Megaselia fuscomaculata är en tvåvingeart som beskrevs av Borgmeier 1958. Megaselia fuscomaculata ingår i släktet Megaselia och familjen puckelflugor. Inga underarter finns listade i Catalogue of Life.